# Acalolepta dayremi
Acalolepta dayremi är en skalbaggsart som först beskrevs av Stefan von Breuning 1936.  Acalolepta dayremi ingår i släktet Acalolepta och familjen långhorningar. Inga underarter finns listade i Catalogue of Life.